# NGC 6269
NGC 6269 ist eine 12,4 mag helle elliptische Galaxie vom Hubble-Typ E2 im Sternbild Herkules und etwa 473 Millionen Lichtjahre von der Milchstraße entfernt.
Sie wurde am 28. Juni 1864 von Albert Marth entdeckt.